# どうよう乗り物図鑑 〜のりもののうた〜
『どうよう乗り物図鑑 〜のりもののうた〜』（どうようのりものずかん 〜のりもののうた〜）は、日本クラウンから発売されている童謡のアルバム。2002年1月23日発売。

## 収録曲
- 1.はたらくくるま（1）
  - 歌：神崎ゆう子
- 2.ドレミファれっしゃ
  - 歌：神崎ゆう子、新井宗平
- 3.ぼくはでんしゃ
  - 歌：春口雅子、宮内良
- 4.きしゃポッポ（おやまのなかゆく〜）
  - 歌：しばたかの、宮内良
- 5.きしゃポッポ（きしゃきしゃポッポ〜）
  - 歌：森みゆき、高橋寛
- 6.きしゃ（いまはやまなか〜）
  - 歌：宮内良
- 7.線路はつづくよどこまでも
  - 歌：天地総子、クラウン少女合唱団
- 8.鉄道唱歌
  - 歌：少年少女合唱団みずうみ
- 9.バスごっこ
  - 歌：神崎ゆう子、坂田おさむ
- 10.はしれちょうとっきゅう
  - 歌：森みゆき、赤い靴ジュニアコーラス赤隊
- 11.まるまってる・のびている
  - 歌：神崎ゆう子、速水けんたろう
- 12.回転木馬
  - 歌：クラウン少女合唱団
- 13.ジングル・ベル
  - 歌：神崎ゆう子、坂田おさむ
- 14.ウィンター・ワンダーランド
  - 歌：クラウン少女合唱団
- 15.くじらのバス
  - 歌：春口雅子
- 16.こげこげボート（ROW,ROW,ROW YOUR BOAT）
  - 歌：Mery Dunne、Aki Shimizu
- 17.ふねがゆく
  - 歌：池末Shin
- 18.うみ
  - 歌：春口雅子、宮内良
- 19.港
  - 歌：今井葉子、小鳩会
- 20.そらとぶなかま
  - 歌：たいらいさお、赤い靴ジュニアコーラス赤隊